# Lonely Spring
Lonely Spring ist eine Alternative-Rock-Band aus Passau, Bayern.

## Bandgeschichte
Lonely Spring wurde im Jahr 2010 durch die Zwillinge Julian und Simon Fuchs gemeinsam mit deren Freunden Lennart Dörrer und Manuel Schrottenbaum im niederbayerischen Freyung gegründet. Alle Gründungsmitglieder gingen auf das dortige Gymnasium. Im Jahr 2012 nahm die Band ihre erste Demo-EP auf. Erste regionale Auftritte fanden in Clubs und auf Festivals, wie z. B. dem Rockfestival Lichteneck 2013 bei Grafenau statt. Lennart Dörrer stieg Ende 2013 aus der Gruppe aus. Zu Beginn des Jahres 2014 stieg Matthias Angerer als neuer Schlagzeuger ein. Lonely Spring kannten Angerer bereits von gemeinsamen Auftritten mit seinem vorherigen Bandprojekt Sick of Hailstone.
Gemeinsam produzierte die Band mit Truth Be Told eine Demo-EP in Eigenregie, die von Electric-Callboy-Musiker Daniel Haniß gemischt und von Aljoscha Sieg gemastert wurde. Zu diesem Zeitpunkt besuchten die damals 16 bzw. 20-Jährigen noch das Gymnasium. Im Jahr ihres Abiturs 2016 spielte die Band weitere Konzerte in Deutschland und Österreich.
Im Rahmen eines Musikwettbewerbs, welcher 2016 im Münchner Hard Rock Cafe stattfand, wurde Benjamin Voß – A&R-Manager des deutschen Zweiges von Sony Music Entertainment – auf die Band aufmerksam. Durch diesen wurden Treffen mit Niko Tsagarakis und Daniel Kuhlemann von Monster Artists Management ermöglicht, die die Gruppe im Jahr 2017 unter Vertrag nahmen. Außerdem lernten die Musiker bei diesem Wettbewerb den Musiker Christoph von Freydorf von den Emil Bulls kennen, der später die Produktion des Debütwerkes übernehmen sollte. Es folgten zudem größere Konzerte und Tourneen, darunter im Vorprogramm von Crazy Town, Enter Shikari, Ignite und Being as an Ocean.
Anfang des Jahres 2018 begannen die Musiker mit den Vorarbeiten neuer Musik in Philippsreut, die im Februar gleichen Jahres in Halle von Annisokay-Musiker Christoph Wieczorek aufgenommen wurden. Allerdings wurden die aufgenommenen Stücke zu dieser Zeit nicht offiziell veröffentlicht, da sich keine passende Gelegenheit geboten hatte. Stattdessen wurden die neuen Lieder auf einer Deutschland-Tour von Emil Bulls, bei der die Gruppe im Vorprogramm auftrat, aufgeführt. Im Jahr 2019 unterschrieb die Band schließlich einen Plattenvertrag mit Sony Music Entertainment und veröffentlichte ihre Major-Debütsingle Strangers, die Airplay bei Bayern 3 und auf MTV erhielt. Im Anschluss tourte die Gruppe erstmals auf internationaler Ebene, als Vorband für Our Last Night. Im gleichen Jahr erschien mit Lover & Strangers die Debüt-EP bei Sony Music.
Im Jahr 2021 folgte mit Change the Waters das Debütalbum, welches bei Ivorytower Entertainment erschien. Am 27. Januar 2023 wurde die Teilnehmerliste für den deutschen Vorentscheid zum Eurovision Song Contest 2023 in Liverpool bekanntgegeben. Lonely Spring haben sich mit ihrem Titel Misfit beworben und wurden als einer von neun Teilnehmern für das nationale Finale ausgewählt.

## Stil
Lonely Spring vereinen moderne Elemente aus der Popmusik mit organischem Emo-Rock, der eher an Bands wie My Chemical Romance oder Taking Back Sunday erinnert. Dadurch kreieren sie einen Sound, der sowohl erfrischend als auch nostalgisch wirkt. Ganz besonders sticht dabei der hohe zweistimmige Gesang der Zwillinge hervor, der wie eine Kreuzung aus Sleeping with Sirens, Coheed and Cambria und Fall Out Boy klingt. Die Band selbst bezeichnet ihren Stil als eine Mischung aus Panic!-at-the-Disco-Stadionpop und Emo-Musik der 2000er Jahre.

## Diskografie
Alben
- 2021: Change the Waters (Ivorytower Entertainment)
- 2024: It Is What It Is Till It Is What It Isn't

Singles
- 2019: Underwater
- 2019: Strangers
- 2019: For the Sake of Your Heart
- 2022: Misfit
- 2023: Shipwreck
- 2023: I Just Wanna Dance
- 2023: Sad Weather Kids
- 2023: Oktoberfest
- 2023: Future Ex
- 2024: Hyperpunk
- 2024: Secondhand Heart
- 2024: Figure It Out
- 2024: Halfway to Hollywood
- 2024: Crashing
- 2024: Drama Pyjama
- 2025: Out of My Head
- 2025: Du Brennst
- 2025: Stuck in a Room

Sonstige Veröffentlichungen
- 2012: Escape the Love Emergency (Demo-EP)
- 2015: Hopeful Dreams & Other Illusions (Demo-Single)
- 2015: Truth Be Told (Demo-EP)
- 2017: Cheap Thrills (Sia-Cover)
- 2023: Save Your Kisses for Me (Brotherhood of Man-Cover)

Musikvideos
- 2015: Hopeful Dreams & Other Illusions
- 2015: The Architects of My Fate
- 2017: Cheap Thrills
- 2019: Underwater
- 2019: Strangers
- 2019: For the Sake of Your Heart
- 2019: Sixteen
- 2020: Never
- 2020: Oklahoma
- 2020: Drug
- 2021: Teenage Dirtbag
- 2021: Satellite
- 2021: Runaway
- 2021: Baby
- 2021: Change The Waters
- 2021: December
- 2021: Kalifornia
- 2022: Run Better Run
- 2022: Misfit
- 2023: Shipwreck
- 2023: Save Your Kisses for Me (Brotherhood of Man-Cover)
- 2023: I Just Wanna Dance
- 2023: Sad Weather Kids
- 2023: Oktoberfest
- 2023: Future Ex
- 2024: Hyperpunk
- 2024: Secondhand Heart
- 2025: Du Brennst